# Sarah Robles
 Sarah Elizabeth Robles, född 1 augusti 1988 i San Diego, är en amerikansk tyngdlyftare.
Robles blev olympisk bronsmedaljör i +75-kilosklassen i tyngdlyftning vid sommarspelen 2016 i Rio de Janeiro. Vid olympiska sommarspelen 2020 i Tokyo tog hon brons i +87 kg-klassen efter att ha lyft totalt 282 kg.